# Philopotamus ludificatus
Philopotamus ludificatus – polska nazwa broszczel,  owad wodny, chruścik (Insecta: Trichoptera),  z rodziny Philopotamidae. Larwy budują sieci łowne, są filtratorami, żyją w strumieniach rhitral i rzekach potamal górskich.
O występowaniu tego gatunku w stawach tatrzańskich informuje Riedel (1962), wymaga ono jednak potwierdzenia. P. ludificatus występuje w strefie rhitralu w Pirenejach, górach środkowoeuropejskich, prowincji nizin centralnych i wschodnich, jest gatunkiem górskim. Limneksen.
Bibliografia:
- Czachorowski S., 1998. Chruściki (Trichoptera) jezior Polski – charakterystyka rozmieszczenia larw. Wyd. WSP w Olsztynie, 156 str.